# 대니얼 컬루야
대니얼 컬루야(영어: Daniel Kaluuya, 영어 발음: /kəˈluːjə/, 1989년 2월 24일 ~ )는 영국의 배우이다. 《유다 그리고 블랙 메시아》(2021)로 2021년 제93회 아카데미상, 제74회 영국 아카데미 영화상, 제78회 골든 글로브상, 제27회 미국 배우 조합상, 제26회 크리틱스 초이스 영화상에서 남우조연상을 동시에 수상했다. 2021년 타임지에서 세계에서 가장 영향력 있는 100인 중 하나로 선정했다.
부모는 우간다 출신의 이민자이다. 10대에 즉흥극으로 연기를 시작했다. BBC Two 드라마 《사이코빌》(2009-11)에서 비중 있는 역할로 출연하였고, 영화 《킥 애스 2: 겁 없는 녀석들》(2013), 《겟 아웃》(2017), 《블랙 팬서》(2018)에 조연으로 출연하였다.

## 출연 작품

### 영화
| 연도 | 제목                             | 원제                                | 배역                                | 비고          |
| ---- | -------------------------------- | ----------------------------------- | ----------------------------------- | ------------- |
| 2010 | 사이버 밀실: 위험한 초대         | Chatroom                            | 모                                  |               |
| 2011 | 쟈니 잉글리쉬 2: 네버다이        | Johnny English Reborn               | 특수요원 콜린 터커                  |               |
| 2013 | 테이크 다운                      | Welcome to the Punch                | 주카 오가도와                       |               |
| 2013 | 킥 애스 2: 겁 없는 녀석들        | Kick-Ass 2                          | 블랙 데스                           |               |
| 2015 | 시카리오: 암살자의 도시          | Sicario                             | 레지 웨인                           |               |
| 2017 | 겟 아웃                          | Get Out                             | 크리스 워싱턴                       |               |
| 2018 | 블랙 팬서                        | Black Panther                       | 우카비                              |               |
| 2018 | 위도우즈                         | Widows                              | 저템 매닝                           |               |
| 2019 | 퀸 앤 슬림                       | Queen & Slim                        | 어니스트 "슬림" 하인스              | 총괄제작 겸임 |
| 2020 | 크리스마스 캐럴                  | A Christmas Carol                   | 현재의 크리스마스 유령              | 목소리 출연   |
| 2021 | 유다 그리고 블랙 메시아          | Judas and the Black Messiah         | 프레드 햄프턴                       |               |
| 2022 | 놉                               | Nope                                | 오티스 주니어 "OJ" 헤이우드         |               |
| 2023 | 스파이더맨: 어크로스 더 유니버스 | Spider-Man: Across the Spider-Verse | 호바트 "호비" 브라운 / 스파이더펑크 | 애니메이션    |
| 2024 |                                  | Spider-Man: Beyond the Spider-Verse | 호바트 "호비" 브라운 / 스파이더펑크 | 애니메이션    |

### 텔레비전
| 연도    | 제목                   | 원제                | 배역                   | 비고                               |
| ------- | ---------------------- | ------------------- | ---------------------- | ---------------------------------- |
| 2007    | 더 휘슬블로어스        | The Whistleblowers  | 학교 불량배            | "No Child Left Behind" 편          |
| 2007-09 | 스킨스                 | Skins               | 포시 케네스            | 11회분; 시즌2에 작가로 참여        |
| 2008    | 무언의 목격자          | Silent Witness      | 에럴 해리스            | 2회분                              |
| 2009    | 닥터 후                | Doctor Who          | 바클리                 | "죽음의 행성" 편                   |
| 2009-11 | 사이코빌               | Psychoville         | 마이클 "티리프" 프라이 | 12회분                             |
| 2010-12 | 해리 앤드 폴           | Harry and Paul      | 파킹 패터웨이오        | 5회분                              |
| 2011    | 더 페이즈              | The Fades           | 마이클 "맥" 암스트롱   | 주연                               |
| 2011    | 블랙 미러              | Black Mirror        | 빙엄 "빙" 매드슨       | "핫 샷(Fifteen Million Merits)" 편 |
| 2014    | 바빌론                 | Babylon             | 맷 카워드              | 7회분                              |
| 2018    | 워터십 다운            | Watership Down      | 블루벨                 | 목소리                             |
| 2021    | 새터데이 나이트 라이브 | Saturday Night Live | 진행                   | "Daniel Kaluuya/St. Vincent" 편    |